# Landdag van Nedersaksen
De Landdag van Nedersaksen (Duits: Niedersächsischer Landtag) is het parlement van de Duitse deelstaat Nedersaksen. Het parlement heeft minimaal 135 leden, maar kan door Überhangmandate meer leden tellen. De Landdag vergadert in het Leineschloss te Hannover.

## Geschiedenis
De huidige deelstaat Nedersaksen werd op 1 november 1946 gesticht door de toenmalige Britse militaire regering, die het gebied na de Tweede Wereldoorlog controleerde. De deelstaat kwam voort uit een samenvoeging van het Land Hannover en de vrijstaten Braunschweig, Oldenburg en Schaumburg-Lippe. De respectievelijke Landdagen van deze gebieden, die eerder door de Britse militairen waren ingesteld en benoemd, werden verenigd in de nieuw opgerichte Landdag van Nedersaksen. Op 9 december 1946 trad een voorlopig (eveneens door de Britten samengesteld) parlement aan. Hinrich Wilhelm Kopf (SPD) werd benoemd als eerste minister-president.
De eerste verkiezingen voor het deelstaatparlement van Nedersaksen vonden plaats op 20 april 1947. Hieruit vloeide, onder leiding van Kopf, een regering voort bestaande uit vrijwel alle vertegenwoordigde partijen (SPD, CDU, FDP, DP, KPD en DZP). In 1948 verlieten de FDP, de DP en de KPD de regering en in 1950 de CDU. In 1951 vonden nieuwe verkiezingen plaats. Kopf bleef minister-president tot 1955 en bekleedde de functie nogmaals van 1959 tot 1961.
De SPD bleef tot 1974 de grootste partij van Nedersaksen. Daarna verschoof de macht langzaam maar zeker naar de CDU: Ernst Albrecht was namens die partij veertien jaar lang minister-president (1976-1990). Tijdens de jaren negentig werd Nedersaksen weer gedomineerd door de SPD, waarbij Gerhard Schröder tussen 1990 en 1998 drie kabinetten leidde. Door de jaren heen heeft ook de FDP regelmatig geregeerd, zowel met SPD als met CDU.
Bij de meest recente Landdagverkiezingen in Nedersaksen (gehouden op 9 oktober 2022) werd de SPD met 57 zetels de grootste partij, gevolgd door de CDU met 47 zetels. Bündnis 90/Die Grünen en Alternative für Deutschland boekten beide een forse winst, terwijl de FDP voor het eerst sinds 1998 de kiesdrempel niet haalde. Minister-president Stephan Weil (SPD) vormde een coalitieregering van SPD en Bündnis 90/Die Grünen.

### Parlementsgebouw

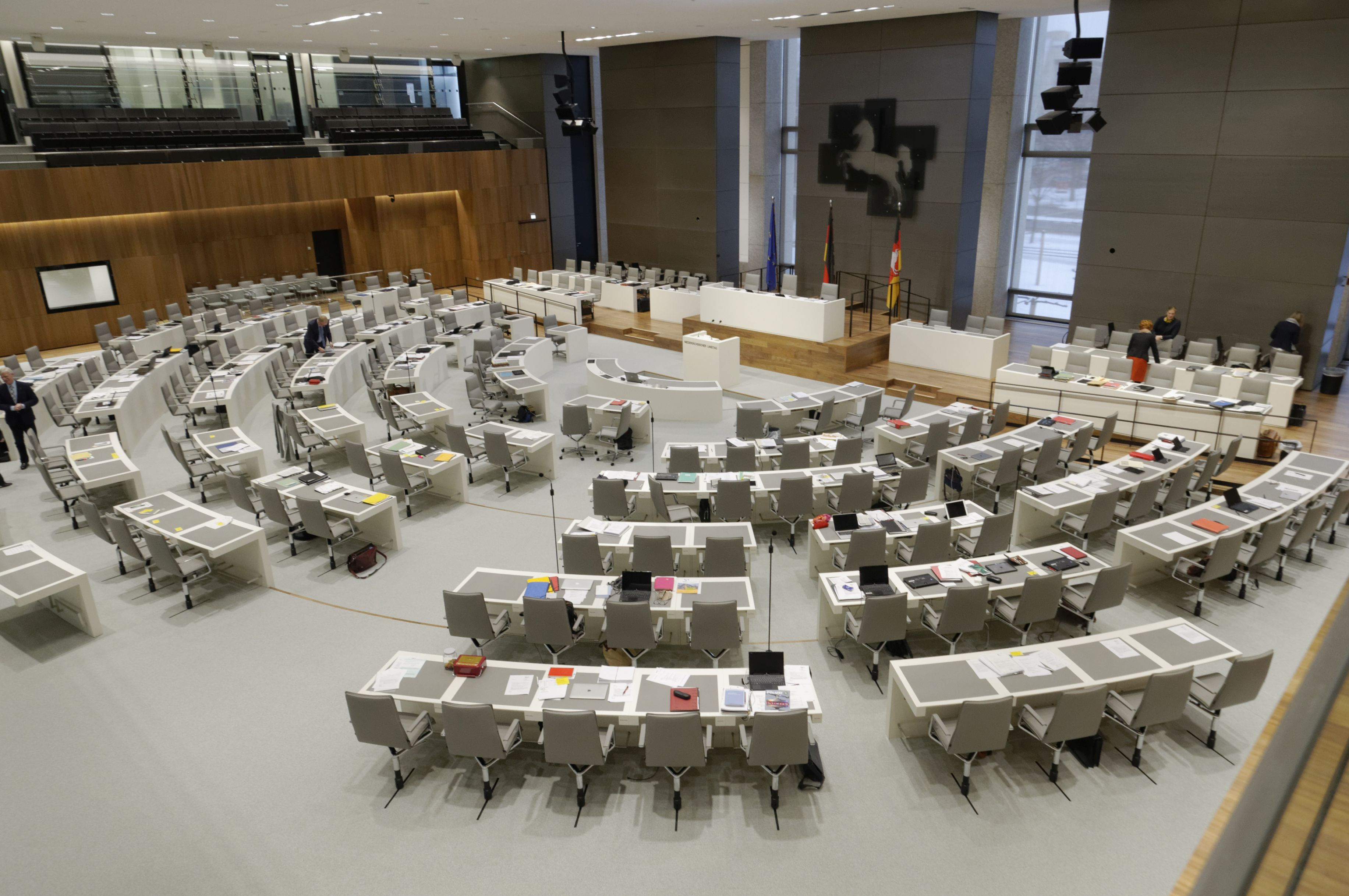
De nieuwe vergaderzaal van de Landdag (2018)

De Landdag van Nedersaksen zetelt sinds 1962 in het Leineschloss, in de oude binnenstad van Hannover. Voordien (in de periode 1947-1962) was het parlement gehuisvest in een zijvleugel van het raadhuis van Hannover, maar deze ruimte was erg krap en bood niet genoeg plaats aan alle fracties, commissies en pers. Gekozen werd daarom voor een verhuizing naar het Leineschloss, een classicistisch paleiscomplex dat tot 1866 als residentie voor de koningen van Hannover diende. Het gebouw, dat tijdens de Tweede Wereldoorlog werd verwoest, had vanaf 1957 uitgebreide bouw- en renovatiewerkzaamheden ondergaan onder leiding van Dieter Oesterlen. In 1962 waren deze herstellingen afgerond en was het complex beschikbaar voor het parlement.
Vanaf 2000 ontstonden plannen om de plenaire zaal van het Leineschloss te moderniseren en uit te breiden. Uiteindelijk werd in 2010 door de leden van de Landdag beslist om het zaalgebouw te slopen en op dezelfde plaats nieuwbouw te realiseren. Dit besluit leidde tot publieke verontwaardiging en werd, vanwege een waarschijnlijke overschrijding van de budgetten, ten slotte geschrapt. Eind 2014 werd alsnog begonnen met een grootschalige renovatie, die in oktober 2017 werd voltooid. Onder meer de betonnen buitenmuren werden hierbij voor 1 miljoen euro gesaneerd.

## Kiesrecht
De grondwet van Nedersaksen, die aanvankelijk in 1951 werd ingesteld, bepaalt onder meer dat de Landdag ten minste 135 leden kent en in principe voor vijf jaar wordt gekozen. Nedersaksen heeft een kiessysteem waarbij de kiezers twee stemmen hebben: met de eerste stem wordt de kandidaat voor het kiesdistrict gekozen, de tweede stemmen bepalen de uiteindelijke verhouding in het parlement. Om tot die verhouding te komen kan het aantal van 135 zetels middels Überhangmandate worden uitgebreid. Sinds de meest recente verkiezingen in 2022 telt het parlement 146 afgevaardigden.
Er geldt een kiesdrempel van 5%. 

## Verkiezingsuitslagen 1947–heden
In dit overzicht worden de percentages en (in het vet) de zetelverdelingen weergegeven zoals die bij de parlementsverkiezingen werden bepaald. De beige gekleurde vakken duiden de partijen aan die na de betreffende verkiezingen vertegenwoordigd waren in de regering van Nedersaksen.
| Jaar | SPD        | CDU        | FDP       | DP          | KPD       | DZP        | GB-BHE     | Overige     | Zeteltotaal |
| ---- | ---------- | ---------- | --------- | ----------- | --------- | ---------- | ---------- | ----------- | ----------- |
| 1947 | 43,4% (65) | 19,9% (30) | 8,8% (13) | 17,9% (27)  | 5,6% (8)  | 4,1% (6)   |            | 0,3% (0)    | 149         |
| 1951 | 33,7% (64) | 23,7% (35) | 8,3% (12) | 23,7% (35)  | 1,8% (2)  | 3,3% (4)   | 14,9% (21) | 14,3% (20)  | 158         |
| 1955 | 35,2% (59) | 26,6% (43) | 7,9% (12) | 12,4% (19)  | 1,3% (2)  | 1,1% (1)   | 11% (17)   | 4,5% (6)    | 159         |
| 1959 | 39,5% (65) | 30,8% (51) | 5,2% (8)  | 12,4% (20)  |           |            | 8,3% (13)  | 3,8% (0)    | 157         |
| 1963 | 44,9% (73) | 37,7% (62) | 8,8% (14) |             |           |            |            | 8,6% (0)    | 149         |
| 1967 | 43,1% (66) | 41,7% (63) | 6,9% (10) |             |           |            |            | 8,3% (10)   | 149         |
| 1970 | 46,3% (75) | 45,7% (74) | 4,4% (0)  |             |           |            |            | 3,6% (0)    | 149         |
| 1974 | 43,1% (67) | 48,8% (77) | 7,0% (11) |             |           |            |            | 1,1% (0)    | 155         |
| Jaar | SPD        | CDU        | FDP       | Grüne       | Die Linke | AfD        | Overige    | Zeteltotaal |             |
| 1978 | 42,2% (72) | 48,7% (83) | 4,2% (0)  | 3,9% (0)    |           |            | 1,1% (0)   | 155         |             |
| 1982 | 36,5% (63) | 50,7% (87) | 5,9% (10) | 6,5% (11)   |           |            | 0,4% (0)   | 171         |             |
| 1986 | 42,1% (66) | 44,3% (69) | 6,0% (9)  | 7,1% (11)   |           |            | 0,5% (0)   | 155         |             |
| 1990 | 44,2% (71) | 42,0% (67) | 6,0% (9)  | 5,5% (8)    |           |            | 2,3% (0)   | 155         |             |
| 1994 | 44,3% (81) | 36,4% (67) | 4,4% (0)  | 7,4% (13)   |           |            | 7,5% (0)   | 161         |             |
| 1998 | 47,9% (83) | 35,9% (62) | 4,9% (0)  | 7,0% (12)   |           |            | 4,3% (0)   | 157         |             |
| 2003 | 33,4% (63) | 48,3% (91) | 8,1% (15) | 7,6% (14)   |           |            | 2,6% (0)   | 183         |             |
| 2008 | 30,3% (48) | 42,5% (68) | 8,2% (13) | 8,0% (12)   | 7,1% (11) |            | 3,9% (0)   | 152         |             |
| 2013 | 32,6% (49) | 36,0% (54) | 9,9% (14) | 13,7% (20)  | 3,1% (0)  |            | 4,7% (0)   | 137         |             |
| 2017 | 36,9% (55) | 33,6% (50) | 7,5% (11) | 8,7% (12)   | 4,6% (0)  | 6,2% (9)   | 2,5% (0)   | 137         |             |
| 2022 | 33,4% (57) | 28,1% (47) | 4,7% (0 ) | 14,5%, (24) | 2,7% (0)  | 10,9% (18) | 5,7% (0)   | 146         |             |

## Parlementsvoorzitters
| Voorzitters van de Landdag van Nedersaksen | Voorzitters van de Landdag van Nedersaksen | Voorzitters van de Landdag van Nedersaksen |
| Persoon                                    | Periode                                    | Partij                                     |
| ------------------------------------------ | ------------------------------------------ | ------------------------------------------ |
| Karl Olfers                                | 1946–1955                                  | SPD                                        |
| Werner Hofmeister                          | 1955–1957                                  | CDU / DP                                   |
| Paul Oskar Schuster                        | 1957–1959                                  | CDU / DP                                   |
| Karl Olfers                                | 1959–1963                                  | SPD                                        |
| Richard Lehners                            | 1963–1967                                  | SPD                                        |
| Wilhelm Baumgarten                         | 1967–1974                                  | SPD                                        |
| Heinz Müller                               | 1974–1982                                  | CDU                                        |
| Bruno Brandes                              | 1982–1985                                  | CDU                                        |
| Edzard Blanke                              | 1985–1990                                  | CDU                                        |
| Horst Milde                                | 1990–1998                                  | SPD                                        |
| Rolf Wernstedt                             | 1998–2003                                  | SPD                                        |
| Jürgen Gansäuer                            | 2003–2008                                  | CDU                                        |
| Hermann Dinkla                             | 2008–2013                                  | CDU                                        |
| Bernd Busemann                             | 2013–2017                                  | CDU                                        |
| Gabriele Andretta                          | 2017–2022                                  | SPD                                        |
| Hanna Naber                                | sinds 2022                                 | SPD                                        |